# Lipowina
Lipowina (niem. Lindenau) – osada w Polsce, położona w województwie warmińsko-mazurskim, w powiecie braniewskim, w gminie Braniewo, przy drodze wojewódzkiej nr 507.
W latach 1975–1998 osada administracyjnie należała do województwa elbląskiego.

## Historia
Pierwotnie wieś czynszowa wzmiankowana w roku 1339.
Wieś była własnością rodziny von Kalnein w latach 1567–1704. Od 1739 przeszła na własność Albrechta Zygmunta von Zeigut-Stanisławskiego, generalnego poczmistrza Prus Królewskich (syn warmińskiego wójta krajowego Wacława Stanisławskiego), Stanisławski był także właścicielem m.in. Mołdyt i pałacu) w Królewcu).
Około 1835 Lipowina przeszła na własność rodu zu Dohna-Lauck, następnie dobra te były w posiadaniu rodziny von Restorff. Ostatni z rodu Horst von Restorff był właścicielem Lipowiny przed rokiem 1945.

## Kościół
Kościół wybudowano tu z kamienia pod koniec XV wieku, z wieżą o drewnianej izbicy z roku 1575 oraz dwiema kaplicami grobowymi Stanisławskich i von Bredow z XVIII wieku. Kościół został zniszczony w 1945 roku.
Parafia w Lipowinie pod koniec XV w. należała do archiprezbiteratu braniewskiego. Współcześnie Parafia Najświętszej Maryi Panny Królowej Polski (ponownie powstała 3 maja 1990) należy do dekanatu braniewskiego.

## Zabytki
Do wojewódzkiego rejestru zabytków wpisane są obiekty:
- zespół pałacowy, poł. XVIII:
  - pałac, zabytkowy[6]. Pałac Stanisławski wybudowany w stylu barokowym po 1739 r., wtedy to właścicielem miejscowości stał się hrabia Albrecht Zygmunt von Zeigut-Stanisławski (1688-1768). Po śmierci Stanisławskiego pałac znalazł się rękach jego żony, a następnie odziedziczył go jej brat książę Karol Ludwik Holstein-Beck. Ostatnim właścicielem majątku był Horst von Resdorff. Po 1945 pałac użytkowany był przez Stację Hodowli Roślin, spłonął w 1979 r., obecnie w trakcie odbudowy. Obok znajdują się pozostałości parku z 1790 ze stawem i wyspą.
  - park
  - oficyna